# Patinação artística na Universíada de Inverno de 2013 - Duplas
A competição de duplas da patinação artística na Universíada de Inverno de 2013 foi realizada na Trento Ghiaccio Arena, em Trentino, Itália. O programa curto foi disputado no dia 12 de dezembro e a patinação livre no dia 13 de dezembro.

## Medalhistas
| Ouro   | RUS Ksenia Stolbova / Fedor Klimov       |
| Prata  | RUS Evgenia Tarasova / Vladimir Morozov  |
| Bronze | ITA Nicole Della Monica / Matteo Guarise |

## Resultados

### Geral
| Pos.              | Nome                                 | Nacionalidade | Pontos | PC        | PL         |
| ----------------- | ------------------------------------ | ------------- | ------ | --------- | ---------- |
| Medalha de ouro   | Ksenia Stolbova / Fedor Klimov       | Rússia        | 198.87 | 70.01 (1) | 128.86 (1) |
| Medalha de prata  | Evgenia Tarasova / Vladimir Morozov  | Rússia        | 176.92 | 64.87 (2) | 112.05 (2) |
| Medalha de bronze | Nicole Della Monica / Matteo Guarise | Itália        | 160.95 | 56.21 (3) | 104.74 (3) |
| 4                 | Natalia Mitina / Yuri Shevchuk       | Rússia        | 143.93 | 55.38 (4) | 88.55 (4)  |
| 5                 | Miriam Ziegler / Severin Kiefer      | Áustria       | 126.56 | 46.39 (5) | 80.17 (5)  |

Legenda
| Recorde mundial      | Recorde mundial (World record)               |                       | Recorde africano                      | Recorde africano (African) |                                           | Q | Classificado por posição (Qualified) |
| Recorde olímpico     | Recorde olímpico (Olympic record)            | Recorde da América    | Recorde da América (Americas)         | q                          | Classificado por melhor tempo (Qualified) |   |                                      |
| Melhor marca do ano  | Melhor marca do ano (World leading)          | Recorde asiático      | Recorde asiático (Asian)              | DNS                        | Não largou (Did not start)                |   |                                      |
| Recorde nacional     | Recorde nacional (National record)           | Recorde europeu       | Recorde europeu (European)            | DNF                        | Não terminou (Did not finish)             |   |                                      |
| Recorde pessoal      | Recorde pessoal do atleta (Personal best)    | Recorde da Oceania    | Recorde da Oceania (Oceania)          | DSQ / DQ                   | Desclassificado (Disqualified)            |   |                                      |
| Recorde da temporada | Recorde da temporada do atleta (Season best) | Recorde sul-americano | Recorde sul-americano (South America) | NM                         | Sem marca (No mark)                       |   |                                      |